# Iglesia de San Martín (Manurga)
La iglesia de San Martín es un edificio situado en el concejo español de Manurga, en la provincia de Álava.

## Descripción
El edificio se encuentra en el concejo español de Manurga, del municipio de Cigoitia, perteneciente a la provincia de Álava, en la comunidad autónoma del País Vasco. Se menciona como iglesia parroquial del lugar en el undécimo volumen del Diccionario geográfico-estadístico-histórico de España y sus posesiones de Ultramar de Pascual Madoz, donde aparece descrita con las siguientes palabras: «igl. parr. (San Martin obispo), de muy buena arquitectura, servida por tres beneficiados, dos de ellos de racion entera y uno de media». En el tomo de la Geografía general del País Vasco-Navarro dedicado a Álava y escrito por Vicente Vera y López, se dice lo siguiente: «Su parroquia, dedicada á San Martín, estuvo servida por tres beneficiados; en la actualidad es de categoría de entrada y pertenece al arciprestazgo de Cigoitia».